# Mama's Boy
Pour plus de détails, voir Fiche technique et Distribution.
Mama's Boy ou Fils à Maman au Québec est une comédie dramatique américaine réalisée par Tim Hamilton et sortie en 2007.

## Synopsis
L'excentrique Jeffrey Mannus (Jon Heder) est un jeune homme de vingt-neuf ans qui vit toujours avec sa mère, Jan (Diane Keaton). Sa vie fonctionne très bien ainsi et jamais il ne changerait cette configuration. Mais un jour, son monde parfait est bouleversé lorsque Jan rencontre Mert Rosenbloom (Jeff Daniels), un conférencier très charismatique. Mert courtise avec succès Jan, au grand désespoir de son fils qui ne tolère pas que l'on pénètre dans son territoire. Jeffrey va donc tout faire pour reconquérir sa mère…

## Fiche technique
- Titre original : Mama's Boy
- Titre francophone : Mama's Boy
- Titre québécois : Fils à Maman
- Réalisation : Tim Hamilton
- Scénario : Hank Nelken
- Production : Mike Aho, Heidi Santelli, Steve Carr (producteur délégué) et Ravi D. Mehta (producteur délégué)
- Société de distribution : Warner Bros. et Carr-Santelli
- Compositeur : Mark Mothersbaugh
- Photographie : Jonathan Brown
- Montage : Amy E. Duddleston
- Costumes : Shay Cunliffe
- Durée : 94 minutes
- Pays d'origine :  États-Unis
- Langue originale : anglais
- Formats : Couleur - 35 mm - 1.85:1 - SDDS
- Genre : Comédie
- Dates de sortie :
  -  États-Unis : 30 novembre 2007
  -  Canada : 14 décembre 2007
  -  Belgique : 10 septembre 2008
  -  France : 1er décembre 2009 (vidéofilm)

## Distribution
- Jon Heder (VQ : Philippe Martin) : Jeffrey Mannus
- Diane Keaton ( VF: Anne Plumet , VQ : Élizabeth Lesieur) : Jan Mannus
- Jeff Daniels (VQ : Daniel Picard) : Mert Rosenbloom
- Anna Faris (VQ : Pascale Montreuil) : Nora Flannigan
- Eli Wallach (VQ : Vincent Davy) : Seymour Warburton
- Dorian Missick (en) (VQ : Thiéry Dubé) : Mitch
- Sarah Chalke (VQ : Magalie Lépine-Blondeau) : Maya
- Mary Kay Place (VQ : Patricia Tulasne) : Barbara
- Adam DeVine : Alhorn
- Simon Helberg : Rathkon
- Rhys Coiro (VQ : Guillaume Champoux) : Trip
- Hank Dougan : Jeffrey (jeune)
- Laura Kightlinger	: La secrétaire de Mert
- Dennis Cockrum : Le chauffeur de bus
- Hank Nelken : Richard
- Mark Griffin : Le capitaine des pompiers
- Ben Crowley : Le skater punk
- Jonah Ray	: L'ogre
- Dinker Mehta : L'homme aux pizzas chez Papa John
- Jenny Ladner : Alison
- Evan R. Mehta : Le garçon dans la salle d'arcade
- Jeremy Kramer : Le cadre

Référence : Doublage Québec (http://www.doublage.qc.ca/p.php?i=162&idmovie=2068)